# ルバ族
ルバ族（バントゥー語で Baluba〈バルバ・複数形、単数は Muluba〉）は、後のコンゴ民主共和国南部となるカサイ、シャバを主な居住地とする民族である。

## 言語
バントゥー語族で、ルバ語（チルバ、キルバ）を介する。ルバ語系列の言語を話す民族としてはルルア族、ルンダ族、ソンゲ族、ヤケ族などがおり、コンゴにおける一大言語集団を形成している。このため、リンガラ語、スワヒリ語、コンゴ語に並んでルバ語は国語として採用されている。

## 民族
カサイ・ルバ、シャバ・ルバ、ヘンバ・ルバの3グループに大きく分類され、15世紀ごろにはルバ王国を建国したほか、1960年の独立以降も影響力の強い政治集団として存在感を示した。熱帯降雨林の縁辺に位置するサバンナ地帯にてモロコシ、ミレット、キャッサバなどを栽培する農耕民である。その他牧畜も盛んで、ヤギ、鶏、ヒツジなどを飼育する。

## 文化
クランやリネージの単位で集落形成されるのが通例。仮面や彫刻などの工芸技術を持っており、ルバ族の仮面はクバ族と並びアフリカの民族工芸の代表として知られている。これらの工芸品はコートジボワールに居住するバウレ族と共通した静謐・気品の高さといった特徴を持つ。

## 宗教
ルバ族の宗教はアフリカ人宗教の最初の研究対象となっており、アフリカにおけるキリスト教伝道に尽力したタンペル神父が1946年に著した『バントゥー哲学』はその代表すべき研究成果となっている。
その宗教観念は、自然界における万物の創造要素としてヌトゥを置き、生命力という観念を中心とした世界観を形成している。

## 著名人
- ローラン・カビラ（コンゴ民主共和国大統領）
- ディケンベ・ムトンボ（NBA選手）
- エティエンヌ・チセケディ(ザイール共和国首相)